# پیوتر نواک
پیوتر نواک (لهستانی: Piotr Nowak؛ زادهٔ ۲ مارس ۱۹۷۶) بازیگر اهل لهستان است.
از فیلم‌ها یا مجموعه‌های تلویزیونی که وی در آن‌ها نقش داشته است، می‌توان به یوب، آخرین سلول خاکستری مغز، طایفه، سال‌های شیرین، آنا کارنینا، خودِ زندگی، در خوشی و سختی، در خیابان سپولنی، خانه کشیش، ع چون عشق، کارآگاهان جنایی، ماگدا ام.، دو روی سکه، موج جرم و جنایت، تیم، پرستار کودک، دوران افتخار، پدر متیو، ۳۹ و نیم، دهن‌به‌دهن، تازه‌کار، یک‌راست به دل، کمیسر آلکس، رنگ‌های خوشبختی، قانون حقیقی، خون از خون، اداره ترافیک، ۱۹۳۹ نبرد وسترپلاته، تو خدایی، اتاق خودکشی، در تاریکی و عشق بزرگ کوچک اشاره نمود.